# ملبنة ينسنية
المُلَبِّنَة الينسنيَّة (باللاتينية: 
Lactobacillus jensenii) نوع من بكتيريا حمض اللبن من جنس المُلَبِّنَات
المُلَبِّنَة الينسنيَّة واحدة من الأنواع الأربعة الرئيسة للمُلَبِّنَات التي تعد أعضاء رئيسة في التبيت المهلبي.